# مرجان‌های شاخ‌گوزنی
مرجان‌های شاخ‌گوزنی (نام علمی: Acroporidae) نام یک تیره از راسته مرجان‌های سنگی است.